# رضوان اختر
رضوان اختر (انگلیسی: Rizwan Akhtar؛ زادهٔ) تحصیل کرده دانشگاه ملی دفاع و دانشکده فرمان و ستاد کویته پاکستان و همچنین دانشکده نظامی آمریکا می‌باشد. وی فرمانده سابق تکاوران ارتش در ایالت سند و رئیس سابق سازمان اطلاعات پاکستان (آی اس آی) طی سال‌های ۲۰۱۴ تا ۲۰۱۶ میلادی در این سمت بود.